# Nuit de mai
Pour plus de détails, voir Fiche technique et Distribution.
Nuit de mai est un film franco-allemand réalisé par Gustav Ucicky et Henri Chomette, et sorti en 1934.
Gustav Ucicky en fera une version allemande : Der junge Baron Neuhaus, avec d'autres acteurs, mais toujours avec Käthe von Nagy dans le rôle de la comtesse Christel.

## Synopsis
Le baron Neuhaus obtient la responsabilité de la police à la cour de Marie-Thérèse. Il est chargé de rechercher un homme qui s'est introduit clandestinement chez la comtesse Christel. Mais il s'agit en fait de lui-même, qui venait remercier la femme de chambre de la comtesse.

## Fiche technique
- Titre anglais : Night in May
- Réalisation : Gustav Ucicky et Henri Chomette, assisté de Kurt Hoffmann
- Superviseur : Raoul Ploquin
- Scénario : Jacques Bousquet, Henri Chomette et Gerhard Menzel d'après la comédie de Stefan von Kamare
- Photographie : Friedl Behn-Grund
- Montage : Eduard von Borsody
- Musique : Alois Melichar
- Production : Günther Stapenhorst
- Pays de production : France Troisième Reich
- Langue originale : français
- Format : Noir et blanc - Son mono (Tobis-Klangfilm) - 1,37:1
- Genre : Drame
- Durée : 80 minutes[1] ou 85 minutes[2]
- Date de sortie : 
  - France : 12 octobre 1934

## Distribution
- Käthe von Nagy : La comtesse Christel Palm
- Fernand Gravey : Le baron Neuhaus
- Annie Ducaux : L'impératrice Marie-Thérèse
- Monette Dinay : Toni
- Lucien Baroux : Monsieur Stockel
- Marguerite Templey : Madame Stockel
- Katia Lova : Josefa
- Alexandre Rignault : Gaysberger
- Lucien Dayle : Leiner
- Georges Morton : Le juge
- Raoul Marco : Le sergent
- Raymond Aimos : Stumm
- Jean Bara
- Henri Chomette
- Philippe Richard

## Article annexe
- Liste de longs métrages allemands créés sous le Troisième Reich